# Oldfieldia
Oldfieldia là một chi thực vật có hoa trong họ Picrodendraceae.

## Loài
Chi Oldfieldia gồm các loài: